# Elena Dobrițoiu
Elena Dobrițoiu, född den 29 augusti 1957 i Bukarest i Rumänien, är en rumänsk roddare.
Hon tog OS-brons i åtta med styrman i samband med de olympiska roddtävlingarna 1980 i Moskva.